# Bryan Cristante
Bryan Cristante (* 3. März 1995 in San Vito al Tagliamento) ist ein italienischer Fußballspieler. Der Mittelfeldspieler steht bei der AS Rom unter Vertrag und ist Nationalspieler.

## Karriere

### Verein
Cristante, Sohn eines kanadischen Vaters und einer italienischen Mutter, gehörte seit 2009 der Jugendabteilung der AC Mailand an und wurde in der Spielzeit 2011/12 das erste Mal in den Kader für ein Serie-A-Spiel berufen. Bis 2014 absolvierte er insgesamt fünf Pflichtspiele (drei davon Ligaspiele) für die erste Mannschaft.
Am 1. September 2014 wechselte Cristante in die portugiesische Primeira Liga zu Benfica Lissabon. Er unterschrieb einen Fünfjahresvertrag. Auch hier kam er nur selten zum Einsatz und wurde schließlich von Januar bis Juni 2016 an die US Palermo verliehen. Von Juli 2016 bis Januar 2017 folgte dann eine Leihe zu Delfino Pescara 1936, ehe er im Januar sogleich an Atalanta Bergamo verliehen wurde.
Am 8. Juni 2018 verpflichtete die AS Rom Cristante zunächst auf Leihbasis, bevor im Sommer 2019 die Kaufoption gezogen wurde.

### Nationalmannschaft
Seit 2010 kam Cristante für die italienische U16-Nationalmannschaft, für die U17, für die U18-Nationalelf, für die U19-Nationalmannschaft, für die U20 sowie für die italienische U21-Nationalmannschaft zum Einsatz. Er besitzt neben der italienischen auch die kanadische Staatsbürgerschaft und wäre somit auch für die kanadische Nationalmannschaft spielberechtigt gewesen, doch am 6. Oktober 2017 gab Cristante beim 1:1-Unentschieden im WM-Qualifikationsspiel in Turin gegen Mazedonien sein Debüt für die italienische A-Nationalmannschaft.
Bei der siegreichen Fußball-Europameisterschaft 2021 wurde er in das italienische Aufgebot aufgenommen. Seinen ersten Einsatz hatte er im ersten Gruppenspiel gegen Türkei, als er in der letzten Viertelstunde ins Spiel kam. In der Folge wurde er in sechs von sieben EM-Spielen eingesetzt.

## Erfolge
- Europameister: 2021
- UEFA Europa Conference League: 2022 (AS Rom)
- Verdienstorden der Italienischen Republik (Ritter) – für den Gewinn der Europameisterschaft 2021[8]